# Pont de l'Alma
De Pont de l'Alma is een brug te Parijs over de Seine, tussen de Avenue de New York en de Quai Branly. De brug ligt in de wijk Alma, die haar naam dankt aan de Slag aan de Alma, de eerste Frans-Britse overwinning in de Krimoorlog (1854).
De Pont de l'Alma is met 42 meter de breedste brug van Parijs. De brug overspant de Seine met twee asymmetrische traveeën, waarvan de langste een reikwijdte heeft van 110 m. In totaal is de brug 153 meter lang. De brug werd gebouwd van 1854 tot 1856 onder leiding van Hyacinthe Gariel en werd ingewijd op 2 april 1856 door Napoleon III. Ze maakte van de Place de l'Alma een belangrijk verkeersknooppunt. Omdat de Seine de originele brug had ondermijnd, werd deze brug in 1970 vervangen door een stalen brug bestaande uit twee bruggen die tegen elkaar aan zijn gebouwd.

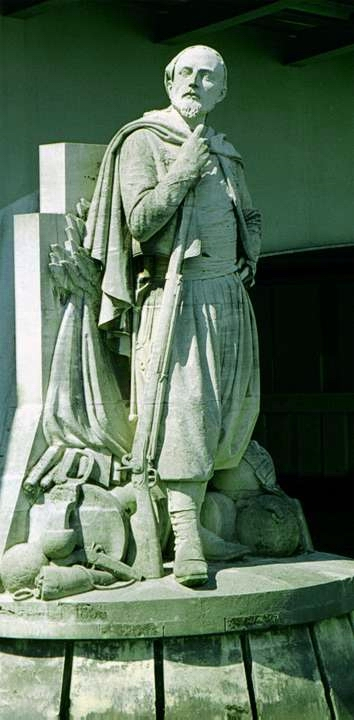
De zoeaaf op de Pont de l'Alma, met droge voeten

De oude brug werd oorspronkelijk met vier standbeelden van soldaten uit het Tweede Franse Keizerrijk uitgerust. Van deze vier standbeelden is enkel het populaire standbeeld van de zoeaaf overgebleven. Dit beeld staat aan de enige brugpijler van de brug aan de kant die naar de monding staat.
De Parijzenaars gebruikten het standbeeld lange tijd als een soort peilstok voor de waterstand in de Seine: wanneer het water van de Seine de voeten van het standbeeld bereikte, werden de wegen op de oevers meestal afgesloten. Stond het water aan de bovenbenen van het beeld, dan is de Seine onbevaarbaar omdat er dan te weinig hoogte onder de bruggen over was. In 1910 bereikte het water zelfs de kin van het beeld. Sinds het beeld in 1970 op een hoger voetstuk is geplaatst, is het minder bruikbaar geworden als niveaureferentie. Metingen vinden tegenwoordig plaats bij de Pont de la Tournelle.
Bij de brug is ook het monument de Vrijheidsvlam te vinden.

## Ongeluk prinses Diana
Op 31 augustus 1997 vond in de tunnel bij de Pont de l'Alma een ongeluk plaats waarbij prinses Diana, haar vriend en chauffeur omkwamen. 
Tegenwoordig heet het plein officieel Place Diana (Dianaplein). 
Pont Amont ·
Pont Alexandre-III ·
Pont de l'Alma ·
Pont de l'Archevêché ·
Pont d'Arcole ·
Pont des Arts ·
Pont d'Austerlitz ·
Viaduc d'Austerlitz ·
Pont Aval ·
Pont de Bercy ·
Pont de Bir-Hakeim ·
Pont du Carrousel ·
Pont au Change ·
Pont Charles-de-Gaulle ·
Pont de la Concorde ·
Passerelle Debilly ·
Pont au Double ·
Pont du Garigliano ·
Pont de Grenelle ·
Pont d'Iéna ·
Pont des Invalides ·
Passerelle Léopold-Sédar-Senghor ·
Pont Louis-Philippe ·
Pont Marie ·
Pont Mirabeau ·
Pont National ·
Pont Neuf ·
Pont Notre-Dame ·
Petit-Pont ·
Pont Rouelle ·
Pont Royal ·
Pont Saint-Louis ·
Pont Saint-Michel ·
Passerelle Simone-de-Beauvoir ·
Pont de Sully ·
Pont de Tolbiac ·
Pont de la Tournelle
Zie ook: Bruggen in Parijs · Lijst van bezienswaardigheden in Parijs · Seine · Rive Gauche · Rive Droite